# Bupalus kansuensis
Bupalus kansuensis là một loài bướm đêm trong họ Geometridae.